# Villeneuve-Saint-Nicolas

Villeneuve-Saint-Nicolas este o comună în departamentul Eure-et-Loir, Franța. În 1 ianuarie 2018 avea o populație de 138 de locuitori.